# Dasyhelea setoensis
Dasyhelea setoensis är en tvåvingeart som beskrevs av Tokunaga 1940. Dasyhelea setoensis ingår i släktet Dasyhelea och familjen svidknott. Inga underarter finns listade i Catalogue of Life.